# Női 10 méteres szinkronugrás a 2013-as úszó-világbajnokságon
A női 10 méteres szinkronugrást július 22-én rendezték meg a 2013-as úszó-világbajnokságon. Reggel volt a selejtező, este a döntő.

## Eredmény
Zölddel kiemelve a döntőbe jutottak
| Helyezés  | Versenyző                             | Nemzetiség | Selejtező | Selejtező | Döntő     | Döntő    |
| Helyezés  | Versenyző                             | Nemzetiség | Pont      | Helyezés  | Pont      | Helyezés |
| --------- | ------------------------------------- | ---------- | --------- | --------- | --------- | -------- |
| Aranyérem | Liu Huj-hszia Csen Zso-lin            | CHN        | 340.92    | 1         | 356.28    | 1        |
| Ezüstérem | Meaghan Benfeito Roseline Filion      | CAN        | 308.40    | 4         | 331.41    | 2        |
| Bronzérem | Pandelela Rinong Leong Mun Yee        | MAS        | 310.98    | 3         | 331.14    | 3        |
| 4         | Lara Tarvit Emily Boyd                | AUS        | 295.92    | 7         | 309.78    | 4        |
| 5         | Tonia Couch Sarah Barrow              | GBR        | 306.54    | 6         | 309.72    | 5        |
| 6         | Paola Espinosa Alejandra Orozco       | MEX        | 314.25    | 2         | 306.39    | 6        |
| 7         | Cheyenne Cousineau Samantha Bromberg  | USA        | 285.15    | 9         | 301.74    | 7        |
| 8         | Yulia Timoshinina Ekaterina Petukhova | RUS        | 308.04    | 5         | 298.32    | 8        |
| 9         | Kim Jin-Ok Choe Un-Gyong              | PRK        | 285.30    | 8         | 276.54    | 9        |
| 10        | Kormos Villő Reisinger Zsófia         | HUN        | 256.26    | 12        | 261.24    | 10       |
| 11        | Cho Eun-Bi Kim Su-Ji                  | KOR        | 266.82    | 11        | 259.80    | 11       |
| 12        | Maria Kurjo Julia Stolle              | GER        | 270.72    | 10        | 253.08    | 12       |
| 16.5      | H09.5                                 |            |           |           | 00:55.635 | O        |
| 13        | Dew Setyaningsih Linadini Yasmin      | INA        | 203.67    | 13        |           |          |